# سفوسلیس
سفوسلیس (انگلیسی: Cefoselis) یک داروی سفالوسپورین نسل چهارم است. این دارو به طور گسترده در ژاپن و چین در درمان بالینی عفونت‌های گوناگون گرم مثبت و گرم منفی استفاده می‌شود. یک مطالعه در سال ۲۰۱۴ نشان داد که سفوزلیس در درمان عفونت‌های تنفسی و دستگاه ادراری مؤثر است.